# 류석춘
류석춘(柳錫春, 1955년 5월 12일 - )은 대한민국 국적의 대학 교수이자 정당인이자 틀딱TV를 운영하는 유튜버다. 본관은 전주이다. 아버지는 박정희 정권에서 정무수석을 지내고, 공보처 장관을 역임한 류혁인이다.

## 생애
뉴라이트 계열 학자이다. 한나라당 참정치운동본부 공동본부장, 18대 대통령후보 경서관리위원, 교과서포럼 준비위원회 간부, 뉴라이트전국연합 공동대표, 연세대학교 이승만연구원 원장, 교과서 국정화에 찬성하는 <올바른 역사 교과서를 지지하는 교수 모임>의 일원 등으로 활동했다.
2017년 7월부터 12월까지 자유한국당 혁신위원장을 역임했으나 2019년 9월 26일 사회학과 전공과목 ‘발전사회학’ 강의 시간에 "그 사람들이 왜 매춘을 했냐? 살기 어려워서 그런 거예요. 집이 어렵고 본인이 돈 못 벌고 지금은 그런데 과거엔 안 그랬다 얘기하려는 건데, 그게 아니고 옛날에도 그랬단 거예요. 위안부는 매춘의 일종”이라고 발언한 것에 대해 학생들이 "위안부는 속아서 간 것"이라고 이의를 제기하는 한 학생에게 “지금도 그렇다 궁금하면 한 번 해볼래요?”라고 물어 논란이 커지면서 자유한국당을 탈당하였다.
이후 학내 윤리인권위원회, 교원인사위원회 등에서 해당 안건을 살폈고 2020년 3월부터 여러 차례 교원징계위원회를 열고 회의를 하다가 4월말 열린 3차 교원징계위원회에서 류석춘 교수에게 징계를 내리는 것으로 정리했다.
2020년 5월 6일 연세대학교는 교원징계위원회를 통해 "연구활동을 해보겠느냐"는 취지였다고 주장하는 류석춘 교수에게 '언어 성희롱'으로 1개월 정직 처분을 했다.
류석춘은 2020년 봄학기 ‘경제사회학’과 ‘대한민국의 산업화와 민주화’ 두 과목 수업을 진행할 예정이었으나 학생들의 반대에 부딪혀 강의를 맡지 못해 학교 측이 구한 대체 강사가 강의를 대신하게 하자 유튜브 채널 '틀딱TV'를 개설하여 방송을 하면서 첫 페이지부터 '구독', '좋아요'를 자신의 발언으로 패러디하여 '궁금하면 (구독) 한번 해 볼래요?'라는 문제가 된 말을 가져다 쓰고 방송 내용도 주로 자기가 했던 말을 정당화하려는 내용이라 학생들은 "2차 가해"라며 반발했다.
서울서부지법 민사합의21부(박병태 부장판사)는 학교법인 연세대학교를 상대로 낸 효력정지가처분 신청에 대해 "문제가 된 발언 중 언어적 성희롱에 해당하는 부분이 있어 징계 사유는 있다"는 전제 하에 "연세대가 류석춘 교수에게 한 정직 1개월 처분은 그 무효 확인을 구하는 본안사건 판결 확정시까지 효력을 정지한다"고 결정하면서 "기피신청 대상이었던 위원들이 참여한 이 사건 처분은 그 절차에 중대한 하자가 존재해 위법"이라고 판시하면서 "효력정지 명령 취지를 공시해 달라"는 류 교수 측의 신청에 대해서는 "사안의 성질상 위 가처분결정에 대해 공시하는 것이 그 실효성을 확보하기 위한 유효적절한 방법으로 보이지 않는다"며 기각했다.
류석춘은 일본 월간지 '하나다'(hanada) 8월호 기고문에서 자신의 수업 내용을 소개하며 "일제의 한반도 식민지 지배에 관한 한국 사회의 주된 평가가 잘못됐다"는 주장을 펴면서 "한국의 젊은 여자들이 위안부로 나서게 된 것도 강제로 연행당한 결과가 아니라, 민간의 매춘업자에게 취업 사기를 당해서였다", "한국 쌀을 일본이 빼앗아 간 것이 아니라, 돈을 주고 사 갔을 뿐",이라거나 "징용 간 사람들 대부분 역시 강제로 끌려간 것이 아니라, 돈 벌러 자원해 간 것임도 설명했다"며 일본 우익 세력과 닮은 주장을 했다.

## 학력
- ~ 1974년 중앙고등학교
- ~ 1981년 연세대학교 사회학 학사
- ~ 1983년 일리노이 대학교 대학원 사회학 석사
- ~ 1986년 일리노이 대학교 대학원 사회학 박사

## 경력
- 1987년 3월 : 연세대학교 사회학과 조교수
- 1992년 3월 ~ 1997년 3월 : 연세대학교 사회학과 부교수
- 1992년 3월 : 연세대학교 사회발전연구소 부소장
- 1995년 2월 ~ 1997년 2월 : 한국동남아학회 총무이사
- 1997년 3월 ~ 2020년 8월 : 연세대학교 사회과학대학 사회학과 교수
- 2000년 3월 ~ 2002년 2월 : 연세대학교 문과대학 사회학전공 주임교수
- 2000년 7월 ~ 2002년 8월 : 연세대학교 대학원 지역학협동과정 주임교수
- 2003년 10월 ~ 2007년 2월 : 연세대학교 사이버교육지원센터 소장
- 2004년 3월 ~ 2006년 2월 : 연세대학교 사회과학대학 사회학과 학과장
- 2004년 7월 ~ 2010년 10월 : 아시아연구기금 사무총장
- 2006년 ~ 2007년 : 한나라당 참정치운동본부 공동본부장
- 18대 대통령후보 경선관리위원
- 교과서포럼 준비위원회 간부
- 뉴라이트전국연합 공동대표
- 연세대학교 이승만연구원 원장
- 올바른 역사 교과서를 지지하는 교수 모임 일원
- 자유민주연구원 정책자문위원
- 2017년 7월 ~ 2017년 12월 : 자유한국당 혁신위원장
- 2018년 2월 ~ 2018년 6월 : 자유한국당 지방선거 및 6.13 국회의원 재보선 중앙당 공천관리위원회 부위원장
- 2021년 4월 ~ 2021년 11월: 자유민주당 최고위원

## 가족 관계
- 아버지 : 류혁인(柳赫仁, 1934년 ~ 1999년) - 박정희 정권 정무수석, 공보처 장관
- 어머니 : 허앙(許怏)
  - 동생 : 류석진(柳錫津, 1958년 ~ 2022년) - 서강대학교 정치외교학 교수
  - 매제 : 최금락(崔今洛, 1958년 ~ ) - 법무법인 광장 고문

## 논란

### 일베 권장 논란
2017년 7월 28일 혁신위와 여의도연구원 청년정책센터가 공동으로 기획한 행사에서 한 대학생의 질문에 “대중에게 어필할 수 있는 새로운 용어를 선점하는 일은 당이 할 일이 아니라 정치평론가들이 할 일”이라고 규정한 뒤 “일베하세요. 일베 많이 하시고”라고 답변했다.

### "위안부는매춘" 발언 논란
2019년 9월 21일 연세대학교 강의 시간에 "위안부의 직접적인 가해자는 일본이 아니다" 라며 "위안부는 매춘의 일종"이라고 발언하여 논란이 일었다. 이러한 발언이 후폭풍이 거세지자 연세대학교 교무처는 교과목 강의 중단 조치를 단행하였지만 연세대 총학생회는 류석춘 교수의 파면을 촉구하였다.

### 기타 역사 관련 발언 논란
과거에도 안중근 의사를 테러리스트라 표현하는 등의 발언을 한 것으로 드러나며 그의 역사관에 대한 논란이 일었다.

## 같이 보기
- 고려의 행정 구역#십도
- 중서문하성 좌상시 김진양